# New in town
New in Town (titulada en español Ejecutiva en apuros en España y Nueva en la ciudad en Hispanoamérica) es una comedia romántica protagonizada por Renée Zellweger y Harry Connick Jr., y dirigida por Jonas Elmer. Fue estrenada el 30 de enero de 2009 en Estados Unidos y el 19 de junio del mismo año en España.

## Argumento
Lucy Hill (Renée Zellweger) es una ejecutiva ambiciosa con mucho futuro que vive en Miami, encantada además con su estilo de vida en la bulliciosa ciudad. Adora sus zapatos, adora sus coches y adora subir puestos en el escalafón corporativo. Cuando de un día para otro le ofrecen un puesto temporal lejos de su ciudad, en una pequeña población rural de Minnesota, para reestructurar una fábrica, Lucy acepta inmediatamente, sabiendo que un gran ascenso no anda muy lejos. Pero lo que empieza siendo un trabajo sencillo acaba siendo una experiencia que le cambiará la vida, ya que Lucy va a encontrar un mayor sentido a su existencia y también, de forma imprevista, al hombre de sus sueños (Harry Connick Jr.).

## Recepción crítica y comercial
La película recibió críticas mediocres y recibió un 18% según la página de Internet Rotten Tomatoes, llegando a la siguiente conclusión: «Llena de clichés y con poco encanto, Ejecutiva en apuros es un ejercicio oportuno del género que falla en llevar el calor necesario a Minnesota».
Según la página de Internet Metacritic, obtuvo críticas negativas, con un 29% basado en 32 comentarios, de los cuales 4 son positivos.
En taquilla tampoco obtuvo buenos resultados, recaudando únicamente 17 millones de dólares en Estados Unidos. Sumando las escasas recaudaciones internacionales, la cifra asciende a casi 28 millones. Se desconoce cuál fue el presupuesto.